# NGC 6707
NGC 6707 (другие обозначения — PGC 62563, ESO 183-25, AM 1851-535, IRAS18512-5352) — спиральная галактика с перемычкой (SBc) в созвездии Телескоп.
Этот объект входит в число перечисленных в оригинальной редакции «Нового общего каталога».